# رودخانه آبادیا
رودخانه آبادیا (به پرتغالی: Rio Abadia) یک رود در پرتغال است.